# La hermana de Eloísa
La hermana de Eloísa es un libro de cuentos escrito en colaboración entre el escritor y la escritora  argentinos Jorge Luis Borges y Luisa Mercedes Levinson. Fue publicado por Editorial Eme, en 1955.
El libro contiene cinco cuentos, dos de ellos, “El fin” y “La escritura de Dios” están firmados por Borges y habían sido publicados anteriormente. El fin, en el diario  La Nación, en 1953 y "La escritura del Dios" en la revista Sur y en 1949 en El Aleph. 
Levinson firma “El doctor Sotiropulos” y “El Abra”, que eran inéditos. "La hermana de Eloísa", que da título al libro, está escrito en colaboración. En ese momento, Levinson, había publicado dos novelas: La casa de los Felipes y Concierto en mí.

## La obra
La hermana de Eloísa es un libro que pasó casi desapercibido. Agotada la edición del año 1955, nunca fue reeditado y tampoco fue incorporado a las Obras completas en colaboración, de Borges.
De los cinco cuentos que componen el libro, el que da título al libro es el único en el que la colaboración de Borges y Levinson se concreta en un cuento. Los cuatro restantes están escritos de manera individual.
"El abra", de Levinson, es una historia sobre la pasión y la venganza, ambientado en la selva misionera.  El tema de la venganza lo relaciona con el "Fin", de Borges, (en el que  Martín Fierro se encuentra con el hermano del Moreno, que lo está esperando para vengar la muerte). Ambos cuentos concluyen con un crimen.
"El doctor Sotiropulos", de Levinson, en el que una señora que viaja en un barco le cuenta a un psicólogo un suceso extraño que vivió, se emparenta con el cuento de Borges "La escritura del Dios" (que se desarrolla en el marco de la mitología azteca) en ser dos cuentos fantásticos.
"La hermana de Eloísa" se diferencia de los otros. Es un relato costumbrista, especialmente, de las clases altas argentinas, y en el que la narración se asienta sobre el paso del tiempo, el recuerdo y la idealización